# Artas (Bethléem)
Pour les articles homonymes, voir Artas (homonymie).
Artas, en arabe : أرطاس, est un village du gouvernorat de Bethléem en Palestine, situé à 4 km au sud-ouest de Bethléem, en Cisjordanie.
Selon le recensement du bureau central palestinien des statistiques, la localité compte une population de 5 745 habitants en 2017.